# Скальноочиток очитковидный
Скальноочиток очитковидный (лат. Petrosedum sediforme) — вид суккулентных растений рода Скальноочиток (Petrosedum) семейства Толстянковые (Crassulaceae), распространенный в Средиземноморском бассейне. 

## Описание
Растение характеризуется сочным стеблем, который может быть прямостоячим или распростерто-восходящим, с разнообразными ветвлениями. Оно формирует крупные коврики или группы растений. Листья имеют черепитчатую форму, продолговатые или эллиптические, с остроконечными концами. Они гладкие и варьируются в цвете от темно-зеленого до сизого. Листья на верхушках стерильных стеблей образуют плотные пучки, в то время как нижние листья со временем высыхают и опадают. Со временем травянистые растения достигают высоты около 40 или 50 см и становятся деревянистыми. В летний период листья приобретают красноватый оттенок.

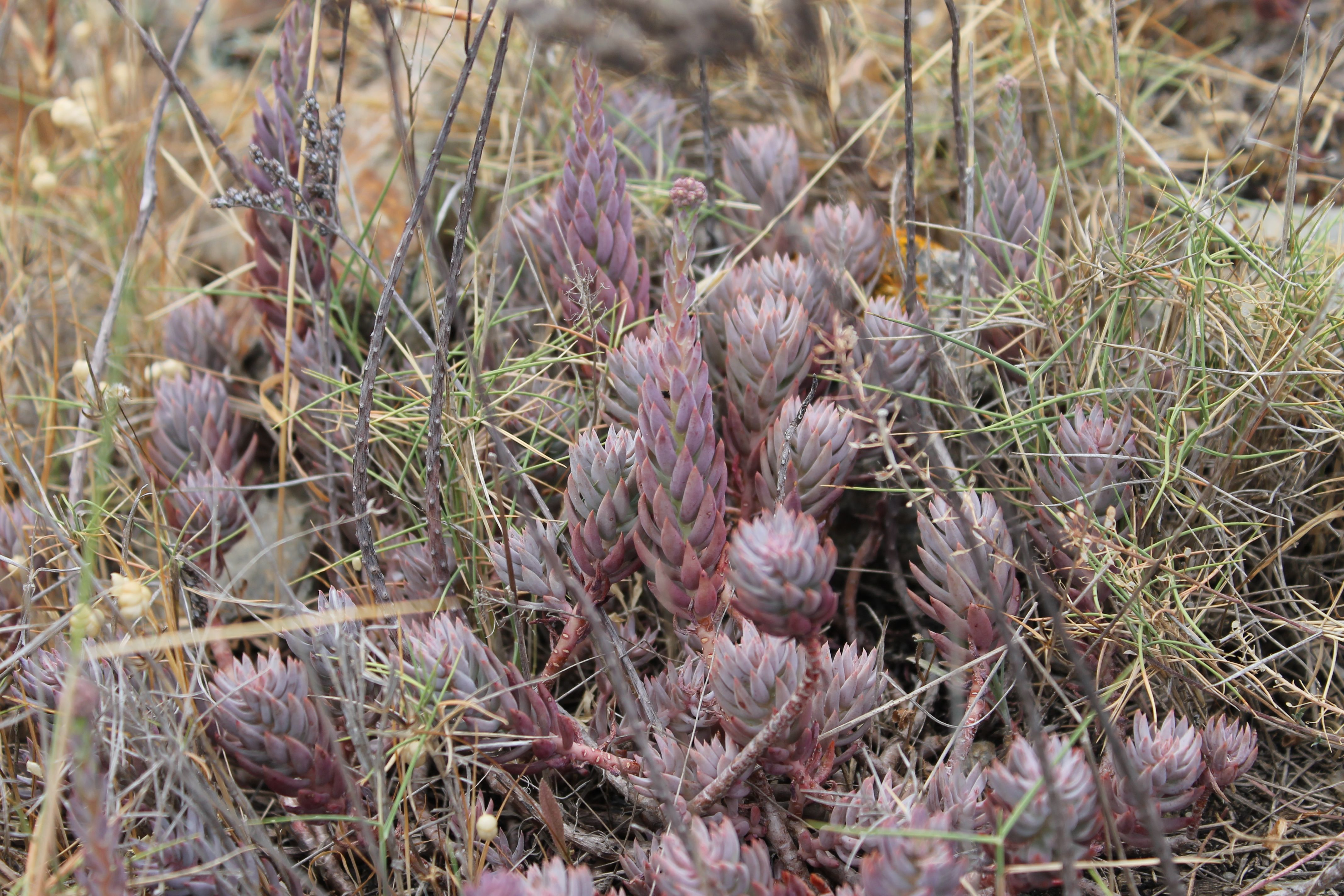
Небольшая группа
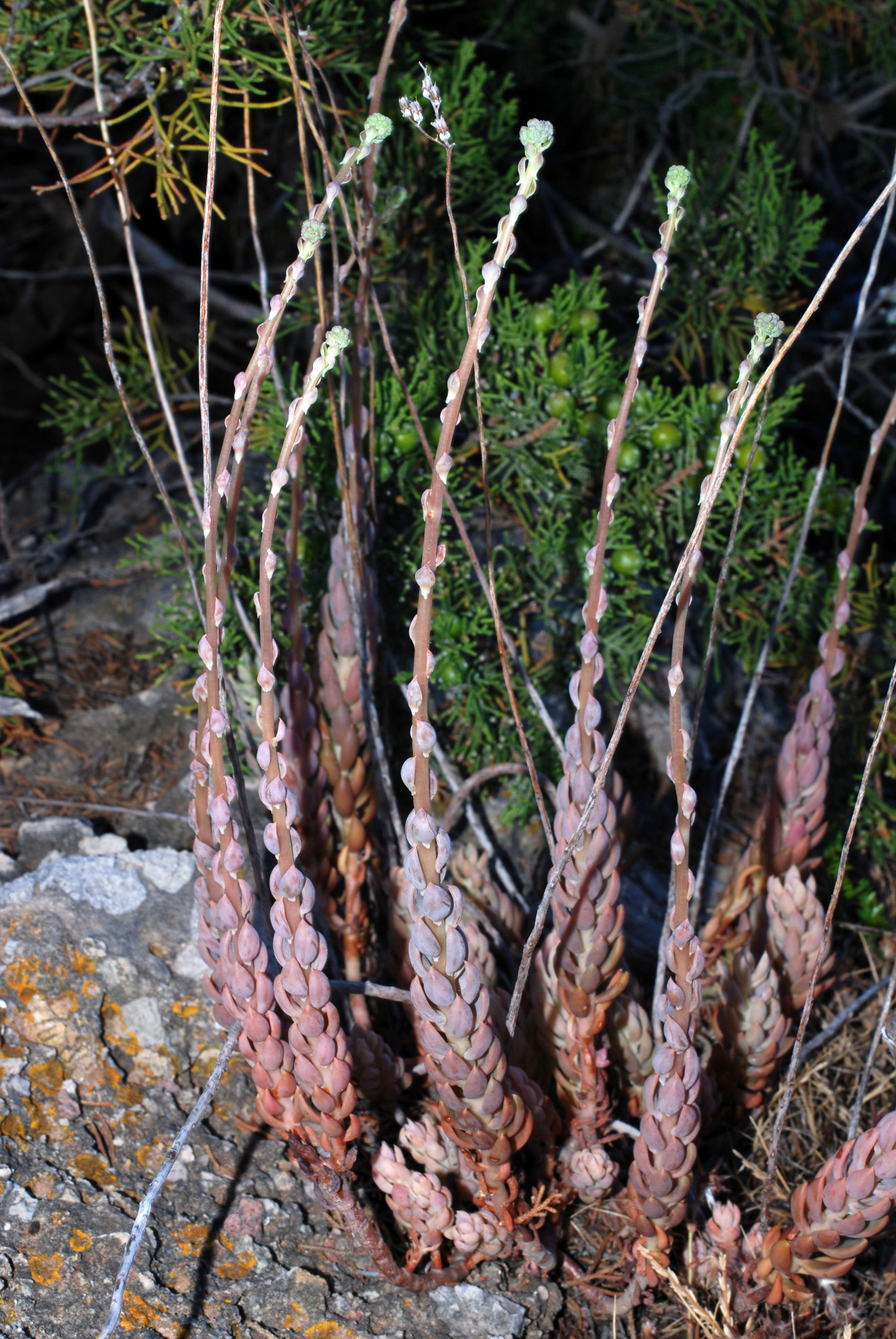
Вытянутые стебли
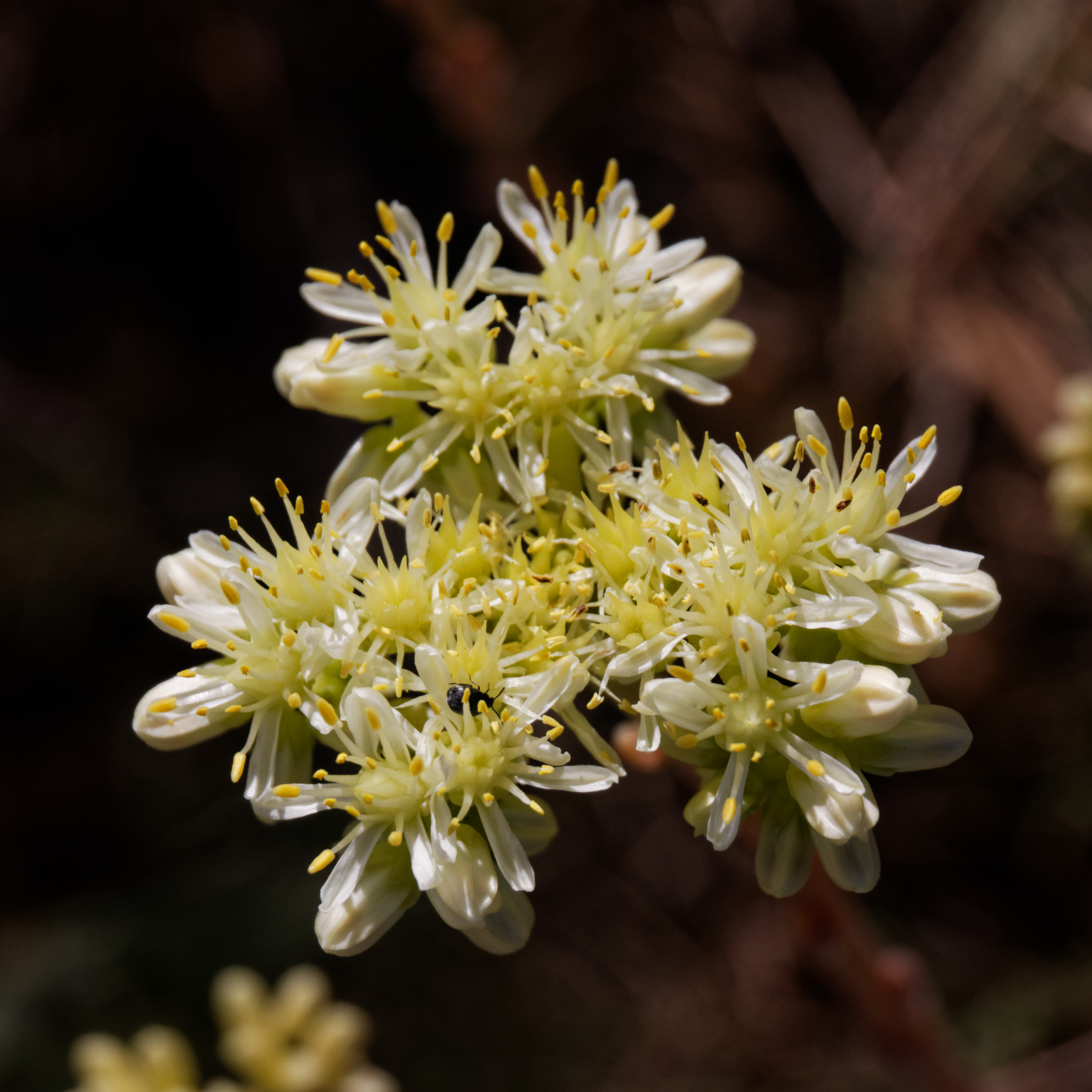
Цветки

## Распространение и среда обитания
Очиток очитковидный является распространенным аборигенным видом в Средиземноморском бассейне. Его ареал простирается от Марокко и Португалии на западе до Сирии на востоке. Обычно он обитает на засушливых каменистых склонах, предпочитая субстраты известняка.

## Синонимы

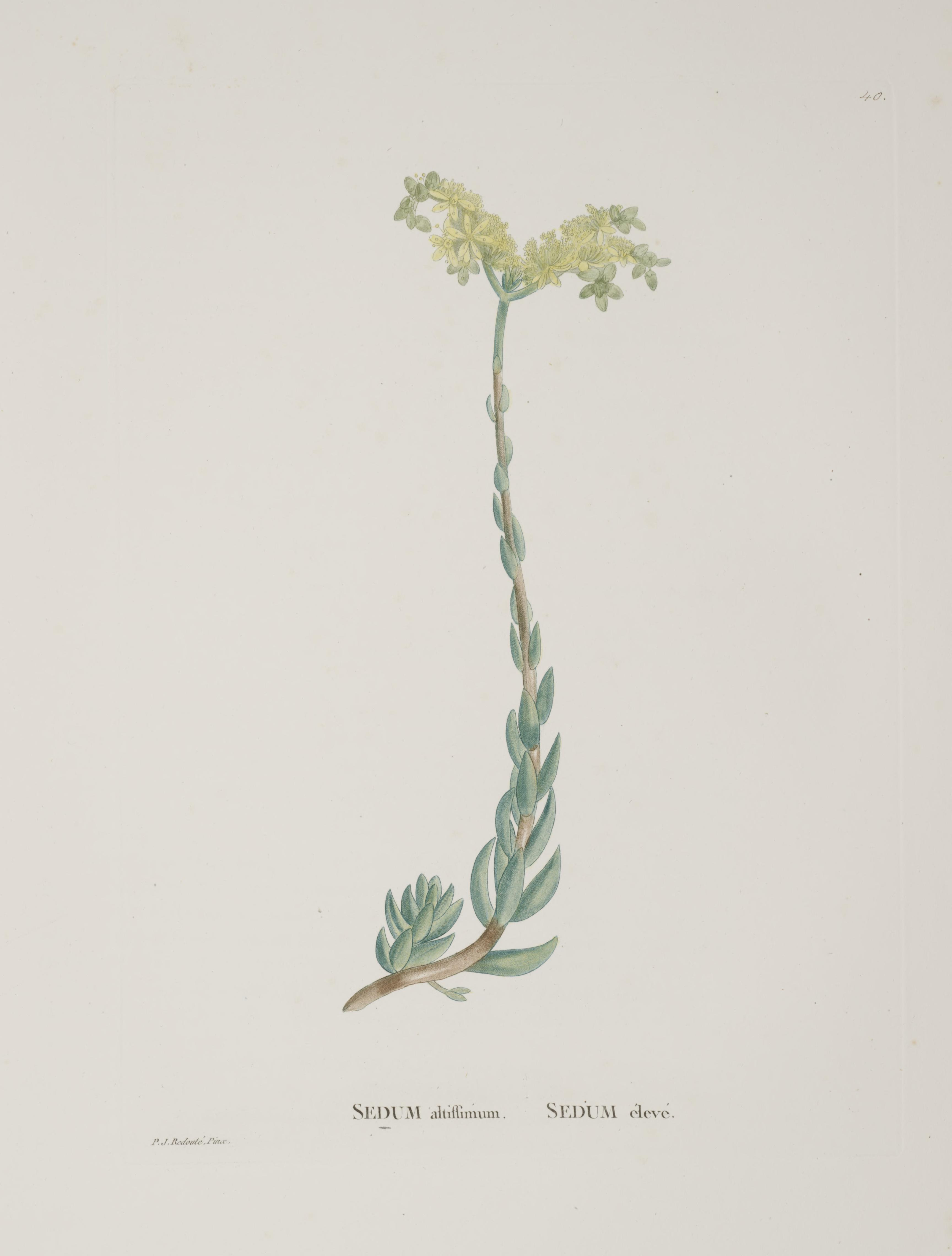
Ботаническая иллюстрация

- Ботаническая иллюстрацияSempervivum sediforme Jacquin (1770) / Petrosedum sediforme (Jacquin) Grulich (1984)
- Sedum altum Clarke (s.a.)
- Sedum anophyllum Chambers (s.a.)
- Sedum sediforme var. congestiflorum Cámara (s.a.)
- Sedum aristatum Villars (1789)
- Sedum altissimum Poiret (1796)
- Sedum dioicum Donn (1804)
- Sedum fruticulosum Brot. (1804)
- Sedum lusitanicum Brot. (1816)
- Sedum jacquinii Haw. (1825)
- Sedum soluntinum Tineo (1845)
- Sedum salonitanum Tineo (1845)
- Sedum sediforme var. brevirostratum Faure & Maire (1931)
- Sedum sediforme subsp. dianium O.Bolòs (1967) / Sedum sediforme var. dianium (O.Bolòs) O.Bolòs (1984)
- Sedum sediforme var. saguntinum O.Bolòs (1975) / Sedum nicaeense var. saguntinum (O.Bolòs) S.Rivas-Martínez

## Примечание
1. ↑  Petrosedum sediforme (Jacq.) Grulich | Plants of the World Online | Kew Science (англ.). Дата обращения: 30 мая 2023. Архивировано 30 мая 2023 года.

## Внешние ссылки
- Risultati ricerca Autore e Risultati ricerca Piante per Petrosedum sediforme in International Plant Names Index. URL consultato il 2021-03-08.